# 卡塔尔驻华大使馆
卡塔尔国驻中华人民共和国大使馆（阿拉伯语：‎），简称卡塔尔驻华大使馆，是卡塔尔国在中华人民共和国的最高外交代表机构。馆址位于中国北京市朝阳区亮马桥外交公寓A区7号楼。

## 历史沿革
1988年7月9日，卡塔尔与中华人民共和国建交。1989年，卡塔尔驻华大使馆在北京开馆。